# Giorgos Lanthimos

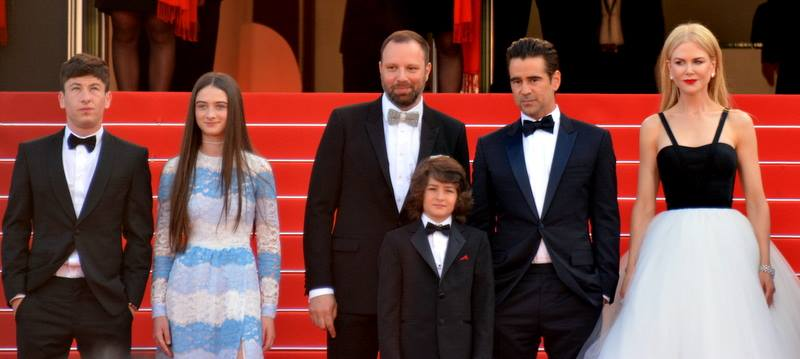
Giorgos Lanthimos (mitten) tillsammans med skådespelarensamblen i The Killing of a Sacred Deer på Filmfestivalen i Cannes 2017.

Giorgos Lanthimos (Γιώργος Λάνθιμος), född 23 september 1973 i Aten, är en grekisk filmregissör och manusförfattare. Han slog igenom internationellt med filmen Dogtooth från 2009.

## Liv och gärning
Giorgos Lanthimos regisserade reklamfilmer, musikvideor och kortfilmer på 1990-talet. Han gjorde långfilmen Kinetta från 2005 tillsammans med en grupp vänner som gick med på att arbeta gratis. Hans nästa film, Dogtooth från 2009, blev ett internationellt genombrott och vann bland annat Un certain regard-priset vid filmfestivalen i Cannes, Bronshästen vid Stockholms filmfestival och en Oscarsnominering för bästa icke-engelskspråkiga film. Manuset skrevs tillsammans med Efthymis Filippou som sedan dess har varit medförfattare till alla Lanthimos' filmer. Dogtooth följdes 2011 av Alper och 2015 av den engelskspråkiga debuten The Lobster, för vilken Lanthimos vann Prix du Jury i Cannes och nominerades till Oscar för bästa originalmanus. Hans andra engelskspråkiga film, The Killing of a Sacred Deer, vann manuspriset vid filmfestivalen i Cannes 2017.
2023 hade hans film Poor Things premiär på filmfestivalen i Venedig, där den vann Guldlejonet som årets bästa film. Filmens huvudrollsinnehavare Emma Stone vann en Oscar för bästa kvinnliga huvudroll 2024.
Han är gift med skådespelerskan Ariane Labed.

## Filmregi
- O kalyteros mou filos (2001) – med Lakis Lazopoulos
- Kinetta (2005)
- Dogtooth (Kynodontas) (2009)
- Alper (Alpeis) (2011)
- The Lobster (2015)
- The Killing of a Sacred Deer (2017)
- The Favourite (2018)
- Poor Things (2023)
- Kinds of Kindness (2024)